# Масяк
Масяк (пол. Masiak) — село в Польщі, у гміні Кшиновлоґа-Мала Пшасниського повіту Мазовецького воєводства.
Населення — 20 осіб (2011).
У 1975-1998 роках село належало до Остроленцького воєводства.

## Демографія
Демографічна структура станом на 31 березня 2011 року:
|          | Загалом | Допрацездатний вік | Працездатний вік | Постпрацездатний вік |
| -------- | ------- | ------------------ | ---------------- | -------------------- |
| Чоловіки | 12      | 0                  | 9                | 3                    |
| Жінки    | 8       | 1                  | 2                | 5                    |
| Разом    | 20      | 1                  | 11               | 8                    |